# Bickelsberg
Bickelsberg ist ein Stadtteil von Rosenfeld in Baden-Württemberg. Das Dorf hat 569 Einwohner und liegt am Nordrand des Kleinen Heubergs. Die Gemarkung umfasst 808 Hektar und liegt auf einer Höhe zwischen 510 und 687 m ü. NHN.

## Geschichte
Im Jahr 782 wird Bickelsberg erstmals in einer Urkunde erwähnt. Das Dorf gehörte zur Herrschaft Rosenfeld, die die Herzöge von Teck 1317 an die Grafen von Württemberg verkauften. Der Ort gehörte fortan (bis 1808) zum Amt Rosenfeld.
1938 wurde Bickelsberg in den Landkreis Balingen eingefügt und am 1. Juli 1971 wurde Bickelsberg in die Stadt Rosenfeld eingegliedert.

### Wappen
Das Wappen der ehemals selbständigen Gemeinde Bickelsberg zeigt Unter goldenem (gelbem) Schildhaupt, darin zwei schwarze Rosen, von Schwarz und Gold gerautet.

## Sehenswürdigkeiten
- Georgskirche – evangelische Pfarrkirche, die im Jahre 1746 im Stil des Bauernbarock erbaut wurde.

- Siehe auch: Liste der Kulturdenkmale in Bickelsberg